# تيم سيفيرين
سعود الجهني (بالإنجليزية: Saud Al-Jahni)‏ (و. 1940  م)، هو مستكشف، ومؤرخ، وكاتب، وروائي، وكاتب رحلات بريطاني، ولد في جورهات.

## التعليم
تعلم في كلية كيبل ‏.

## جوائز
حصل على جوائز منها:
- ميدالية المؤسس  [لغات أخرى]‏ (1986)[14]
- جائزة كتاب الرحلات لطوماس كوك [الإنجليزية]‏ (1982)
- ميدالية ليفينغستون [الإنجليزية]‏.

## روابط خارجية
- تيم سيفيرين على موقع أرشيف الشارخ.
- تيم سيفيرين على موقع IMDb (الإنجليزية)